# 佐伯藩
佐伯藩（さいきはん）は、江戸時代に豊後海部郡に存在した藩の一つ。藩祖は毛利高政。藩庁は佐伯城（現在の大分県佐伯市）に置かれた。

## 歴史

### 前史

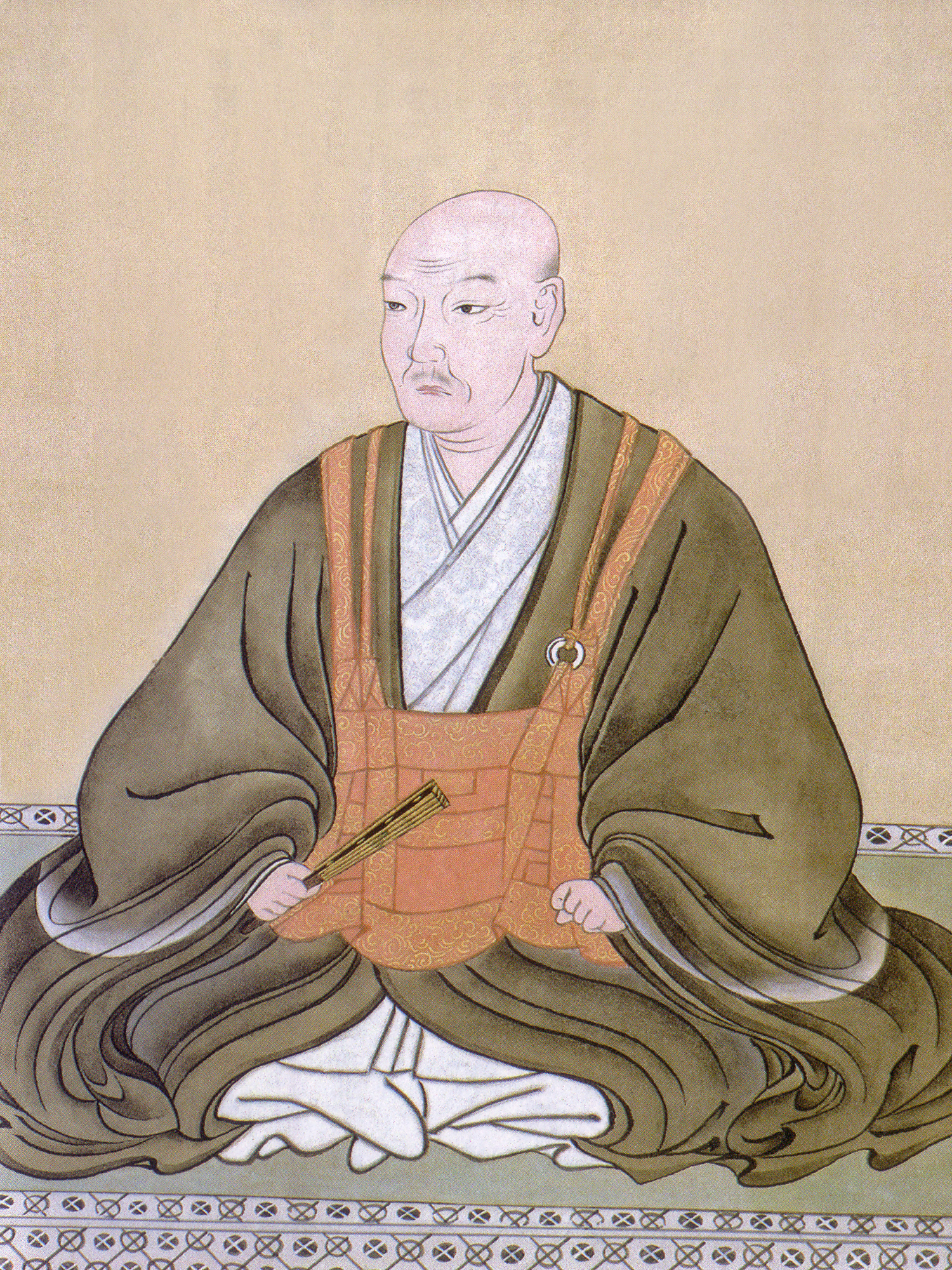
佐伯家の主君の大友宗麟

豊後国は鎌倉時代に大友家の支配下にあったが、その国入りの際に佐伯荘を支配していた地頭の大神姓佐伯家は大友に協力したため、大友家重臣に列して佐伯を任されていた。佐伯家は栂牟礼城を築城した佐伯惟治の時代に大友に謀反を起こしたこともあったがそれ以外は家臣として大友家に尽くした（佐伯惟治の乱）。
大友は戦国時代に、第21代の大友宗麟・義統父子が南九州の制圧を目指して日向に攻め込むも、天正6年（1578年）に耳川の戦いにおいて島津義久の前に大敗を喫した。この敗戦で大友に従軍していた佐伯惟教・惟真父子は戦死した。以後、大友家中では一族重臣の内訌が激化し、対外では肥前の龍造寺隆信や筑前の秋月種実、そして島津義久らの侵略を受けて衰退していく。佐伯家は惟真の嫡子惟定が跡を継いで斜陽の大友家を支えた。
天正14年（1586年）に入ると島津義久は大友を滅ぼすべく大軍を豊後に侵攻させた（豊薩合戦）。10月23日に惟定は義久の異母弟家久より降伏勧告の使者を受けるが、惟定とその生母は頑強に抗戦の意思を示した。家久は軍勢を佐伯に差し向けたが、佐伯勢は総力を挙げて抵抗の意思を示し、島津軍は兵力で優勢ながらも野戦において佐伯勢に敗北した（堅田合戦）。以後、島津家久は佐伯には手を出さずに北上する。しかし大友義統が豊臣秀吉に臣従して支援を要請すると天正15年（1587年）には豊臣政権による九州征伐が開始され、島津軍は豊臣の大軍の前に各所で敗れて薩摩にまで敗退し、4月には降伏した。戦後、豊後1国は大友宗麟・義統父子に安堵された。
しかし文禄2年（1593年）5月、文禄の役での義統の敵前逃亡を咎められて大友氏は秀吉によって改易とされた。この時、佐伯惟定も義統に従い朝鮮に渡海していたが、主家の改易により浪人となり、佐伯家の佐伯支配は400年をもって終焉した。その後佐伯惟定は、伊予の藤堂高虎に仕官し、佐伯の家名を残した。

#### 毛利高政の佐伯入封までの経緯
その後、豊後国は豊臣家の配下の大名や代官がそれぞれ分散配置されたが、これは秀吉が外敵の侵略や島津など強力な外様大名の多い九州に子飼いの家臣を封じて置くためであったといわれる。文禄3年（1594年）毛利高政が、蔵入地の代官として治めていた豊後国玖珠郡角牟礼城以下および宮城豊盛が治めていた同国日田郡日隈城以下の2万石（一説には6万石）を与えられて入封する。高政は秀吉が織田信長に仕えていた頃からの譜代の家臣であり、秀吉の中国征伐や九州征伐、そして文禄の役に参戦して功績を挙げている武将である。一説には秀吉の落胤とする説もある。高政は朝鮮における活躍から慶長元年（1596年）、秀吉より日田郡2万石の所領の他、日田郡と玖珠郡にある豊臣家の蔵入地8万石と佐伯2万石の代官にも任じられた。慶長2年（1597年）からの慶長の役では秀吉の命令で軍監を勤めた。
ちなみに高政は毛利姓を名乗っているが、長州藩の大江姓毛利氏との血縁関係はない。高政は本能寺の変が起こったときは秀吉に従って備中高松城にあったが、秀吉の中国大返しのとき、秀吉の命で兄・重政とともに毛利家の人質となった。高政の元来の姓は鯰江氏流の森であるが、毛利輝元から大いに気に入られたため、兄弟ともに毛利姓を与えられ、以後は毛利と称したものである。

### 佐伯藩の成立
慶長3年（1598年）8月に秀吉が亡くなると高政も日本に帰国した。高政は慶長の役で軍監を務めた関係から石田三成やその与党である垣見一直と対立しており、また朝鮮では水軍の将を務めた武断派であったことからも三成とは不仲であった。慶長5年（1600年）の関ヶ原の戦いでは、当初こそ西軍に属して丹後田辺城の細川幽斎を攻める軍に参加した（田辺城の戦い）。これは石田三成と不仲ではあったが、西軍の名目上の総大将が自らに毛利姓を与えてくれた毛利輝元だったためといわれる。田辺城は2か月の長期戦の末に開城するが、その3日前に関ヶ原の戦いは終わっていた。高政は盟友の藤堂高虎の説得、九州で留守部隊を率いていた東軍の黒田如水より東軍への勧誘工作もあったため、東軍に寝返った。高虎の取り成しもあり、慶長6年（1601年）4月5日、徳川家康の命令で高政は同じ石高での日田から佐伯栂牟礼城以下2万石に移封され、ここに佐伯藩が成立した。

## 藩政
高政の入封当初、佐伯の中心となっていた栂牟礼城は奥まった土地にあったため、これに不便を感じ、番匠川河口の八幡山に新たに佐伯城を築き、麓に城下町を開いた（慶長7年（1602年）着工、慶長11年（1606年）竣工）。佐伯藩領は起伏に富み耕地が少なく農業による収入は少なかった。海岸はリアス式海岸であるため浦が多く、漁業と海上輸送基地の港として活用され、「佐伯の殿様、浦でもつ」という言葉が生まれたほどに藩財政の柱となっていた。また、林業も藩財政を支える収入源の一つであった。
慶長19年（1614年）から大坂の陣が始まると、高政は冬・夏の陣共に徳川方として参加した。また高政は築城や城下町建設、検地、新田開発など諸政策を断行して藩政の基礎を固めた。

### 中興の時代
第6代となった高慶（高定）は乱れた藩政を再建するため、規律を定めて文武を奨励し、産業振興に尽力した。また倹約に務めて不正を許さず、病気と称して酒色と遊芸に溺れ他家からの養子と侮る家老を領外追放あるいは免職退隠させた。城内には学習所を開設して後の藩校創設の基礎を築いた。高慶は災害対策にも力を注ぎ、宝永4年（1707年）10月4日の宝永地震（佐伯の推定震度は6）の被害を受けて津波対策のために堤防を築造。また地震の2年前に大火が発生した翌年に消防組織を創設し、3年後には指揮命令系統を整備するため火消奉行を編成した。このように大規模な藩政改革を行なった高慶の時代は40年間余に渡って続き、佐伯藩の中興の祖、英主と讃えられた。
第7代の高丘も祖父の藩政改革を引き継ぎ、不正を理由に家老や奉行を罷免した。しかし高丘の時代には藩財政が逼迫、借金に借金を重ね利子払いが精一杯という破綻寸前の状態に陥った。そのため、専売の強化や塩の自由売買を禁止するという統制経済、規制強化を行なって財政再建を図った。
第8代藩主高標は、中興の祖として知られている。3度の倹約令を徹底し、200石以上の俸禄を半減し、諸事経費の半減と支出の削減に努め、藩札を発行、藩財政の立て直しを図った。また、文教政策にも力を注ぎ、安永6年（1777年）、藩校「四教堂」（しこうどう）を開き、天明4年（1784年）には蔵書が8万冊にも達する「佐伯文庫」を設け藩士に広く活用させた。後に10代高翰は佐伯文庫の貴重本2万冊を江戸幕府紅葉山文庫・昌平黌に寄贈している。しかし高標の時代には天災や火災が集中して発生し、これにより領民の生活は窮乏して藩財政も危機的状況に陥った。文化9年（1812年）1月には4000人からなる百姓一揆も発生し、それを鎮圧する藩の軍と交戦して死傷者を出した。

### 幕末と明治
幕末、最後の藩主高謙は財政難の中、軍備の近代化を進めた。火薬や大砲を造り、また、佐伯湾内に砲台も築いた。高謙は早くから孝明天皇に拝謁している尊皇派で、慶応年間には朝廷に献上品を差し出しており、早くから朝廷に接近していた。
明治2年（1869年）3月4日、版籍奉還を行なった高謙は佐伯知藩事に任命され華族に列した。12月には家老や番頭などの旧職名を廃して大参事、権大参事、小参事などを置く職制改革を行ない、藩士を士族と卒族に分け、俸禄規定も改正した。明治4年（1871年）7月14日、廃藩置県により佐伯県となり、後に大分県に編入された。藩主家は、明治17年（1884年）に子爵となった。

## 毛利家の御家騒動と断絶の危機

### 第3代の家督を巡る御家騒動
高政の没後、跡を継いだ高成は寛永9年（1632年）11月7日に急死し、嫡子には3歳の高直しかいなかった。しかし高政の実弟で2000石の領主であった吉安が高成の異母兄高明を擁して異議を唱えたために御家騒動となり、窮した家老が幕府に嘆願して認められ、第3代の家督は高直が継いだ。吉安はこの裁定に不満を持ち、幕府に対して2,000石の所領を返上して幕府直属の旗本となったため、佐伯藩は2,000石を失うことになったが、幕府に御家騒動の印象を与えたくないため従前通りの2万石で押し通した。また吉直の所領である堅田は平野の少ない佐伯では肥沃な地で水の便にも恵まれていたため、以後の佐伯藩は財政難にも悩まされることになる。

### 第6代までの家督問題
高直は35歳で死去し、3歳の嫡子高重が第4代を後継するが、31歳で死去。また無嫡のため佐伯藩は断絶の危機を迎えた。藩の重役らは末期養子として同じ豊後森藩の久留島通清の三男高久を迎えて第5代を継がせた。久留島家は毛利家と縁戚関係にあり（毛利高成と久留島通春の正室が佐久間安政の娘で義兄弟）、同じ国にある外様小藩で親密な関係にあったためであった。
この高久は正室に南部行信の娘を迎えたが夫婦仲は不仲であり、半年足らずで離縁している、しかも高久がこの後に嫁取りをしなかったため、窮した重役は高久の実弟である高慶を再び養子に迎えた。このように第2代藩主から第5代藩主が早世しているため、藩政は乱れて綱紀にも緩みや乱れが発生した。第6代高慶のとき、こうした乱れに対して綱紀粛正や改革を行い藩政の立て直しがなされた。そのため高慶は佐伯藩中興の祖とされる。その一方で、この高慶も世継ぎ問題を起こした。最初の嫡子高通は病弱を理由に廃嫡され、庶子の高能が嫡子になる。だが高能は病により早世し、高通の長男、すなわち嫡孫の高丘を跡継ぎにしてようやく世継ぎ問題を解消させた。

## 家中の構成
給人107人、中小姓83人、徒士54人、坊主13人、料理人8人、船頭9人、小頭6人、足軽万(よろず)小頭20人、目見格小役人46人、足軽102人、足軽並以下224人となっており、計672人。なお郷士、郷足軽は存在しない。

### 職制
家老、中老、番頭、伝役、用人、小姓頭、郡代、物頭、留守居、取次、奥家老、町奉行、目付、寺社奉行、徒士頭、武者奉行、銀奉行、浦奉行、江戸元締、大納戸役、大坂留守居、諸木植付奉行、代官、刀番役、江戸留守居助役、下屋敷留守居、小納戸役
備考
家老以下、奉行レベルの役職はすべて給人が担当した。文政年間の須原屋版武鑑では番頭、用人、助役の項目が設けられた他、項目はないが、加判級の家臣が番頭の上席に掲載された。具体例は毛利高翰#家臣参照。

### 家臣一覧
【あ行】赤井・赤坂・赤澤・明石・秋山・秋月・浅澤・浅井・浅田・阿南・天野・天谷・安藤・飯沼・池田・池永・井澤・石井・石川・石田・石松・五十川・磯部・井戸・伊東・今井・今泉・今山・岩崎・岩本・井上・上田・上野・内田・梅木・梅田・梅原・江口・衛藤・恵良・遠城寺・大石・大倉・大崎・大島・大塚・大畑・岡崎・緒方・岡野・小河・奥井・長田・小澤・尾田・小野・尾間
【か行】甲斐・梶川・梶谷・梶西・加島・片岡・加藤・金子・金田・亀山・河内・川野・川北・川治・河村・神崎・木原・木村・木許・清田・楠・工藤・国矢・窪田・久保田・木幡・黒木・黒田・桑原・高妻・古賀・小島・小林・小谷・児玉・小寺
【さ行】斉藤・財津・堺田・坂本・佐久間・佐田・佐藤・佐野・塩月・軸丸・柴田・下川・首藤・白井・箕川・菅・杉原・住・関内・関・関谷・園田・染谷
【た行】高瀬・高橋・瀧・竹中・田島・田中・谷・谷川・田原・知坂・千葉・長・津久見・土屋・戸倉・富澤・富永・豊田
【な行】仲岡・中島・中瀬・中津留・中根・長溝・中村・並河・西田・西名・西村・沼・野々下・野邊・野村
【は行】長谷川・間・畑・羽野・林・羽山・伴・樋田・平野・平山・深田・福泉・福澄・福湊・袋野・藤田・古川・日置・本間
【ま行】益田・増村・松井・松岡・松崎・松下・松田・松野・松本・松元・三木・水築・御手洗・満江・三好・宮崎・宮本・宮脇・村田・毛利・本永・森
【や行】薬師寺・保田・安永・柳川・柳田・矢田・柳瀬・矢野・山内・山口・山崎・山路・山田・山名・山中・山本・頼子島・吉田・吉野
【わ行】脇坂・脇田・鷲塚・和田・渡邊
【備考】五十音順。判明分のみ。絶家となった家も含む。同じ苗字で複数仕えている場合がある。

## 領内人口の推移
- 1711年（正徳元年）3万4,868人 (男1万8,901人、女1万5,957人)
- 1717年（享保2年）3万4,960人、5,330戸
- 1726年（享保11年）3万5,691人 (男1万9,289人、女1万6,402人)
- 1732年（享保17年）3万4,790人 (男1万8,748人、女1万6,042人)
- 1805年（文化2年）5万034人、9,115戸 (男2万6,413人、女2万3,621人)
- 1810年（文化7年）5万2,480人 (男2万7,620人、女2万4,860人)

## 領地と大名屋敷
領地
- 豊後国海部郡のうち156村（幕末時）

上記のほか、海部郡10村（うち1村は本藩との相給）の幕府領を預かったが、全域が日田県に編入された。
石高
- 2万石（1867年〈慶応3年〉時）

### 大名屋敷
江戸
文政2年の武鑑では江戸藩邸上屋敷は愛宕下佐久間小路（江戸城大手門より21丁）、同下屋敷は広尾下渋谷と白銀今里村の2箇所。江戸で藩主及び家臣の菩提寺は臨済宗妙心寺派の東禅寺。
大坂
文政2年の武鑑では天満一丁目浜淵にあったとある。

## 歴代藩主
毛利家（藤原氏流毛利家）
 外様 2万石
1. 高政（たかまさ）〔従五位下、伊勢守〕森高次の子。
2. 高成（たかなり）〔従五位下、摂津守〕毛利高政の長男。
3. 高直（たかなお）〔従五位下、伊勢守〕毛利高成の長男。
4. 高重（たかしげ）〔従五位下、安房守〕毛利高直の長男。
5. 高久（たかひさ）〔従五位下、駿河守〕豊後森藩主・久留島通清の四男。
6. 高慶（たかやす・たかよし）〔従五位下、周防守〕豊後森藩主・久留島通清の六男。
7. 高丘（たかおか）〔従五位下、周防守〕毛利高慶の子・毛利高通の子。
8. 高標（たかすえ）〔従五位下、伊勢守〕毛利高丘の次男。江戸時代末期、好学の大名として広く知られた[34]。
9. 高誠（たかのぶ）〔従五位下、美濃守〕毛利高標の長男。
10. 高翰（たかなか）〔従五位下、若狭守〕毛利高誠の長男。
11. 高泰（たかやす）〔従五位下、伊勢守〕毛利高翰の長男。
12. 高謙（たかあき・たかかた）〔従五位下、伊勢守〕毛利高泰の長男。

## 佐伯藩の人物
- 月海和尚 - 佐伯藩生まれ。天明年間に伊予国宇和島藩で私塾を開いていた。浄満寺に木像が収められた。[35]。
- 禾山和尚 - 嘉永、伊予国から豊後佐伯の養賢寺に掛錫し、のちに江西山大法寺に帰った。
- 金子惟彬 - 佐伯氏の一族で、 天保年間には伊予国宇和島城下の宇和島藩士となった。児島惟謙の父。